# Mazatèque d'Ixcatlán
Le mazatèque d’Ixcatlán est une langue mazatèque parlée dans  le nord-est de l’État d’Oaxaca et dans l’État de Veracruz, au Mexique.